# 常盤貴子
常盤 貴子（ときわ たかこ、1972年4月30日 - ）は、日本の女優。神奈川県横浜市生まれ、兵庫県西宮市育ち。スターダストプロモーション所属。夫は劇作家・演出家・俳優の長塚圭史。義父は俳優の長塚京三。

## 来歴
短大入学後の1991年夏、スターダストプロモーションを自ら訪ね、同事務所に所属。原宿の歩行者天国で路上ライブの司会をするなど、下積み生活が続いた。年末にTBS系SPドラマ 『イブは初恋のように』で女優デビューをしたのち、ドラマの脇役やCMの仕事が入るものの、なかなか芽が出なかった。1993年に、フジテレビ系ドラマ 『悪魔のKISS』で、カード地獄に落ち借金苦から風俗嬢に転落する女子大生役を演じ、広く知られるようになった。このドラマでは、バストトップを露わにした体当たりの演技を見せる。その後、同局の深夜バラエティ 『殿様のフェロモン』にサブ司会者として出演する。翌1994年秋のTBS系ドラマ『私の運命』で不倫と純愛の間をさまよう上昇志向の強い看護師役を演じた。さらに、1995年夏のTBS系ドラマ『愛していると言ってくれ』では、耳が不自由な青年画家（演：豊川悦司）の恋人役を演じた。1999年夏公開の香港映画 『もういちど逢いたくて -星月童話』で俳優のレスリー・チャン（張國榮）と共演した。2000年冬に主演したTBS系ドラマ『ビューティフルライフ』は30%を超える平均視聴率（最高視聴率41.3%）を獲得し、「車椅子 常盤貴子モデル」も登場した。『ビューティフルライフ』以後は、2003年秋にテレビ朝日開局45周年記念ドラマ『流転の王妃・最後の皇弟』で主演の愛新覚羅浩を演じ、第2部では視聴率25%（関東地区）を獲得した。
2005年春にKERA・MAP『砂の上の植物群』で舞台初出演。その後も毎年1作品のペースで舞台出演していた。2008年、『眉山』、『笑顔をくれた君へ〜女医と道化師の挑戦』、『ロス:タイム:ライフ』とSPドラマへの出演が続き、2008年から2009年にかけて、3部作で公開される映画『20世紀少年』でヒロイン・ユキジ役を演じた。同年10月20日、劇作家・演出家・俳優の長塚圭史と結婚。長塚とは映画『ゲロッパ!』で共演したのを機に6年半交際を続けていた。2015年1月21日に「なかにし礼と12人の女優たち」（日本コロムビア）で歌手デビュー。2019年には『グッドワイフ』で19年ぶりに日曜劇場に主演。
2025年5月、防災士の資格を取得したことを報告。

## 人物

### エピソード
- 西宮市立春風小学校、西宮市立上甲子園中学校、西宮市立西宮東高等学校、駒沢学園女子高等学校、関東学院女子短期大学家政科生活文化専攻卒業。
- 祖父の常盤稔は東海道岩淵宿（現在の静岡県富士市）の小休本陣を担った常盤家の当主で、元・清水銀行頭取（1974年 - 1979年）[6]。
- 猫を飼っている[7]。
- 2020年代に入って鉄道ファンであることが明らかになり、鉄道を取り上げるバラエティ番組にも出演。鉄道に限らず素材の鉄を愛する「鉄オタ」である[8]。
- 『悪魔のKISS』で共演した寺脇康文は後年トーク番組に出演した際、「下着姿で来るとは聞いていたがまさかノーブラだとは思わなかった」とベッドシーンを回想[9]。寺脇とは2024年に蕎麦屋で偶然遭遇したことを自身のインスタグラムで明かしている[10]。
- 仲間由紀恵とはプライベートで度々旅行に行くなど大親友の間柄である[11]。
- 混浴に全く抵抗がなく、アメリカ合衆国のオレゴン州にある温泉に入った際、現地の人から忠告されたが「私たちは文化的に裸になってお風呂に入るのは当然」と意に介さず、男性を含む現地のグループと交流して回った[12]。
- 天然温泉がある場所へとタクシーで向かった後、タクシーの運転手がまだいるにもかかわらず全裸になり、温泉に入ろうとしたことがある[11]。

### 石川県との繋がり
- 2015年に出演したテレビドラマ「まれ」がきっかけとなり、ロケ先のひとつであった石川県に魅了されたという[13]。2024年1月に発生した能登半島地震での被害に心を痛め、幾度もボランティア活動に参加している[14][15]。それらの活動を行うなか、防災士の資格試験を受験し合格を果たした[5]。

### 評価
- 1990年代から多くのテレビドラマに主演し、1996年春から1997年夏までは5作の連続ドラマで主役級を務めた。コメディーからシリアスまで様々な役柄を演じ出演作の全てがヒットしたため、この当時には「連ドラの女王」と呼ばれた。また、外国の映画俳優との共演や連ドラの海外でのテレビ放送により、中国や東南アジアでも知られている。
- 女優としての活動は、30歳を過ぎたころを境に、テレビドラマ（連ドラ）から、映画・舞台へとシフトしている。

## 受賞歴
- 1995年
  - 第1回エランドール賞 新人大賞（『愛していると言ってくれ』）
  - 第6回ザテレビジョンドラマアカデミー賞 主演女優賞（『愛していると言ってくれ』）[16]
- 1996年
  - 第10回ザテレビジョンドラマアカデミー賞 主演女優賞（『真昼の月』）[17]
- 1997年
  - 第5回橋田賞 新人賞[18]
  - 第12回ザテレビジョンドラマアカデミー賞 主演女優賞（『理想の結婚』）[19]
  - 第14回ザテレビジョンドラマアカデミー賞 主演女優賞（『最後の恋』）[20]
  - 第7回TV LIFE年間ドラマ大賞 主演女優賞（『最後の恋』、『理想の結婚』）[21]
  - 第1回日刊スポーツドラマグランプリ 主演女優賞（『最後の恋』）
- 1999年
  - 第23回ザテレビジョンドラマアカデミー賞 助演女優賞（『美しい人』）[22]
- 2000年
  - 第26回放送文化基金賞 女優演技賞（『ビューティフルライフ』）[23]
  - 第3回日刊スポーツドラマグランプリ 主演女優賞（『ビューティフルライフ』）
  - 第24回ザテレビジョンドラマアカデミー賞 主演女優賞（『ビューティフルライフ』）[24]
  - 第10回TV LIFE年間ドラマ大賞 主演女優賞（『ビューティフルライフ』）[25]
- 2004年
  - 第28回日本アカデミー賞 優秀主演女優賞（『赤い月』）[26]
- 2015年
  - 第29回高崎映画祭 最優秀主演女優賞（『野のなななのか』）[27]
- 2019年
  - 第15回コンフィデンスアワード・ドラマ賞 主演女優賞（『グッドワイフ』）[28]

## 出演
※役名が太字は主演作品。

### テレビドラマ
- イブは初恋のように（1991年12月16日、TBS）
- デパート!夏物語（1991年、TBS）
- 大河ドラマ 太平記 第48回・最終回（1991年、NHK総合） - 侍女 役
- 十年愛（1992年、TBS）
- シャンプータイム（1992年、NTV）
- 愛はどうだ（1992年4月17日 - 6月26日、TBS）
- 離婚パーティー（1993年5月24日 - 7月16日、TBS）
- 悪魔のKISS（1993年7月7日 - 9月22日、フジテレビ） - 主演・柘茉莉子 役（奥山佳恵、深津絵里とトリプル主演）
- ザ・ワイドショー（1994年1月14日 - 3月18日、NTV） - 小川美由紀 役
- 湯けむり女子大生騒動（1994年2月15日 - 3月15日、ABC） - 羽柴零子 役
- ドラマBOX「君に伝えたい」第9話「そっとさよなら」（1994年5月28日、MBS） - ヒロイン・千恵 役
- 乱歩 妖しき女たち（1994年7月4日、TBS）
- カミング・ホーム（1994年7月8日 - 9月23日、TBS） - 主演・城田真由美 役
- パパはニュースキャスター 帰って来た鏡竜太郎スペシャル（1994年9月30日、TBS） - 中原みどり 役
- 私の運命（1994年10月11日 - 1995年3月21日、TBS） - 後藤（佐藤）里美 役
- 禁じられた遊び（1995年4月13日 - 6月29日、YTV） - 丸山あゆみ 役
- 愛していると言ってくれ（1995年7月7日 - 9月22日、TBS） - 主演・水野紘子 役（豊川悦司とダブル主演）
- まだ恋は始まらない（1995年10月16日 - 12月18日、フジテレビ） - 安達薫 役
- みにくいアヒルの子（フジテレビ） - ヒロイン・松永まさ子 役
  - みにくいアヒルの子（1996年4月16日 - 6月25日）
  - みにくいアヒルの子 春休みスペシャル（1997年4月1日）
  - みにくいアヒルの子 涙の卒業スペシャル（1998年3月31日）
  - みにくいアヒルの子 涙の再会スペシャル（2003年4月11日）
- 真昼の月（1996年7月4日 - 9月19日、TBS） - 主演・山下舞永 役（織田裕二とダブル主演）
- ひとり暮らし（1996年10月11日 - 12月13日、TBS） - 主演・花淵美歩 役
- 理想の結婚（1997年1月17日 - 3月21日、TBS） - 主演・山田鞠 役
- 最後の恋（1997年7月11日 - 9月19日、TBS） - 主演・篠崎アキ 役（中居正広とダブル主演）
- めぐり逢い（1998年4月10日 - 6月26日、TBS） - 主演・吉川絵里 役（福山雅治とダブル主演）
- タブロイド（1998年10月14日 - 12月16日、フジテレビ） - 主演・片山咲 役
- 美しい人（1999年10月15日 - 12月17日、TBS） - ヒロイン・村雨みゆき 役
- ビューティフルライフ（2000年1月16日 - 3月26日、TBS） - 主演・町田杏子 役（木村拓哉とダブル主演）
- カバチタレ!（2001年1月11日 - 3月22日、フジテレビ） - 主演・田村希美 役（深津絵里とダブル主演）
- ロング・ラブレター〜漂流教室〜（2002年1月9日 - 3月20日、フジテレビ） - 主演・三崎結花 役（窪塚洋介とダブル主演）
- 恋愛偏差値〈第二章〉Party（2002年8月1日 - 8月22日、フジテレビ） - 主演・高宮琴子 役
- LOVERS「聖セバスティアヌスの掌」（2003年1月3日、TBS） - 主演・則子 役
- テレビ朝日開局45周年記念ドラマ 流転の王妃・最後の皇弟（2003年11月29日 - 30日、テレビ朝日） - 主演・愛新覚羅浩 役（愛新覚羅溥傑役の竹野内豊とダブル主演）
- ザ・ヒットパレード〜芸能界を変えた男・渡辺晋物語〜（2006年5月26日 - 27日、フジテレビ） - ヒロイン・渡辺美佐 役
- 玉蘭（2007年6月16日、テレビ朝日） - 主演・広野有子 役[29]
- 笑顔をくれた君へ〜女医と道化師の挑戦〜（2008年3月14日、フジテレビ） - 主演・櫻井多佳子 役[30]
- ロス:タイム:ライフ 第7話「極道の妻」編（2008年3月15日、フジテレビ） - 主演・竜崎瑠偉子 役[31]
- 眉山（2008年4月4日、フジテレビ） - 主演・河野咲子 役[32]
- 大河ドラマ 天地人（2009年、NHK総合）  - ヒロイン・お船（直江兼続の妻） 役[33]
- お母さんの最後の一日（2010年9月11日、テレビ朝日） - 主演・有村琴子 役[34]
- TAROの塔（2011年2月26日 - 4月2日、NHK総合）  - ヒロイン・岡本敏子 役[35]
- 回廊亭殺人事件（2011年6月24日、フジテレビ） - 主演・桐生枝梨子 役[36]
- 神様の女房（2011年10月1日 - 15日、NHK総合） - 主演・井植（松下）むめの 役[37]
- 新春ワイド時代劇 忠臣蔵〜その義その愛（2012年1月2日、テレビ東京） - ヒロイン・ほり（堀部安兵衛の妻） 役[38]
- 松本清張没後20年特別企画 疑惑（2012年11月9日、フジテレビ） - 主演・佐原千鶴 役[39]
- 再会（2012年12月8日、フジテレビ） - ヒロイン・岩本万季子 役[40]
- とんび（2013年1月13日 - 3月17日、TBS） - 市川美佐子 役[41]
- ゆりちかへ ママからの伝言（2013年1月26日、名古屋テレビ） - 主演・小山田晃子 役[42]
- 月に祈るピエロ（2013年10月5日、中部日本放送） - 主演・玉井静流 役[43]
- 東京にオリンピックを呼んだ男（2014年10月11日、フジテレビ） - ヒロイン・和田正子 役[44]
- 連続テレビ小説 まれ（2015年、NHK総合） - 津村藍子 役[45]
- ビューティフル・スロー・ライフ（2015年12月24日、NHK総合） - ヒロイン・「彼女」役[46]
- やすらぎの郷（2017年4月3日 - 9月、テレビ朝日） - 松岡伸子 役[47]
- 松本清張 鬼畜（2017年12月24日、テレビ朝日） - 主演・竹中梅子 役[48]
- 夕凪の街 桜の国 2018（2018年8月6日、NHK総合） - 主演・石川七波 役[49]
- 遙かなる山の呼び声（2018年11月24日、NHK BSプレミアム） - 風見民子 役[50]
  - 続 遙かなる山の呼び声（2022年9月17日、NHK BSプレミアム）[51]
- グッドワイフ（2019年1月13日 - 3月17日、TBS） - 主演・蓮見杏子 役[52]
- 贋作 男はつらいよ（2020年1月5日 - 1月26日、NHK BSプレミアム） - さくら 役
- それってパクリじゃないですか?（2023年4月12日 - 6月14日、日本テレビ） - 高梨伊織 役[53]
- 御上先生（2025年1月19日 - 3月23日、TBS） - 冴島悠子 役[54]

### 配信ドラマ
- 舞妓さんちのまかないさん（2023年1月12日、Netflix） - 梓 役[55]

### 映画
- いつだって今が始まり（1992年、ファンハウス）
- SAEKO（1994年、アドバPR）
- もう一度逢いたくて〜星月童話（1999年、香港） - ヒロイン[56]
- ファイターズ・ブルース（2000年、香港） - ヒロイン
- 千年の恋 ひかる源氏物語（2001年12月15日公開、東映）
- ゲロッパ!（2003年8月16日公開、シネカノン） - ヒロイン・上原かおり 役
- 赤い月（2004年2月7日公開、東宝） - 主演・森田波子 役
- 星になった少年 Shining Boy & Little Randy（2005年7月16日公開、フジテレビ=東宝） - 主演・小川佐緒里 役
- 間宮兄弟（2006年5月13日公開、アスミック・エース） - ヒロイン・葛原依子 役
- ブレイブ・ストーリー（2006年7月10日公開、ワーナー・ブラザース） - 女戦士カッツ 役（声の出演）[57]
- 地下鉄（メトロ）に乗って（2006年10月21日公開、ギャガ=松竹） お時 役
- 魂萌え!（2007年10月公開、シネカノン） - ヒロイン・関口美保 役
- 筆子・その愛 -天使のピアノ-（2007年公開、現代ぷろだくしょん） - 主演・筆子 役
- アフタースクール（2008年5月24日公開、クロックワークス） - ヒロイン・美紀 役
- 20世紀少年（東宝） - ヒロイン・ユキジ（瀬戸口雪路） 役
  - <第1章> 終わりの始まり（2008年8月30日公開）
  - <第2章> 最後の希望（2009年1月31日公開）
  - <最終章> ぼくらの旗（2009年8月29日公開）
- 釣りバカ日誌19 ようこそ!鈴木建設御一行様（2008年10月25日公開、松竹） - ヒロイン・河井波子 役
- 引き出しの中のラブレター（2009年10月公開、松竹） - 主演・久保田真生 役
- CUT（2011年公開、ビターズ・エンド） - ヒロイン・陽子 役
- 汚れた心（2012年公開、アルバトロス・フィルム） - 主演・ミユキ 役
- 野のなななのか（2014年5月17日公開、PSC・TMエンタテインメント） - 主演・清水信子 役
- 山本慈昭 望郷の鐘 満蒙開拓団の落日（2015年1月17日公開、現代ぷろだくしょん） - 美奈子先生 役
- 向日葵の丘・1983年夏（2015年8月22日公開、IPSエンタテイメント） - 主演・多香子 役
- だれかの木琴（2016年9月10日公開、キノフィルムズ） - 主演・親海小夜子 役[58]
- 花筐/HANAGATAMI（2017年12月16日公開、新日本映画社） - 江馬圭子 役
- こどもしょくどう（2019年3月23日公開、パル企画） - 高野佳子 役
- 帰郷（2020年1月17日公開、時代劇専門チャンネル） - ヒロイン・おくみ 役
- 海辺の映画館―キネマの玉手箱（2020年7月31日公開[注 1][60]） - 橘百合子 役
- おとなの事情 スマホをのぞいたら（2021年1月8日公開、ソニー・ピクチャーズ エンタテインメント） - 園山薫 役
- われ弱ければ 矢嶋楫子伝（2022年2月11日公開、現代ぷろだくしょん） - 主演・矢嶋楫子 役
- あつい胸さわぎ（2023年1月27日公開、イオンエンターテイメント / S・D・P） - 主演・武藤昭子 役（吉田美月喜とダブル主演）[61]
- わたしのかあさん -天使の詩-（2024年3月30日公開、現代ぷろだくしょん）- 山川高子 役[62]
- 乱歩の幻影（2024年7月26日公開、JACO） - 芙蓉 役[63]
- 生きがい IKIGAI（2025年7月11日、スールキートス）- 美智子 役[64]

### 情報番組
- おとな時間研究所（2025年4月4日 - 、NHK Eテレ） - 司会[65]
  - 開始直前特番 おとなのひとり旅（2025年3月28日、NHK Eテレ）[66]

### バラエティー番組
- 殿様のフェロモン（1993年 - 1994年、フジテレビ）
- 鶴瓶の家族に乾杯（2016年4月11日 - 、NHK総合） - 「家族に一杯」のコーナーのナレーションを担当
- 笑神様は突然に…（日本テレビ）- 鉄道BIG4
  - 2023年1月29日 - 2023冬2時間SP（佐賀〜長崎）
  - 2024年3月10日 - 2024春2時間SP（北陸新幹線・延伸開業記念ツアー）

### ドキュメンタリー番組
- 土曜プレミアム フジの芸術ルネッサンス - これでいいのだ!! 赤塚不二夫伝説（2008年11月1日、フジテレビ） - 語り
- ヨーロッパ美酒・美食巡礼（2009年4月7日 - 、BS日テレ） - ナレーション
- 課外授業 ようこそ先輩  「動物園を作ろう!〜上野動物園園長 小宮輝之」（2009年12月6日、NHK総合） - 語り
- THE世界遺産（TBS） - 語り
  - 特別編「船でめぐるドナウの旅」（2010年1月10日）
  - 特別編「鉄道で越えるアルプスの旅」（2010年1月17日）
- ボクの来た道 キミの行く道（2011年9月19日、NHK総合）ナレーション
- 常盤貴子 本と旅するポルトガル〜三島由紀夫に導かれて歩く 南蛮文化のふるさと〜（2011年11月13日、BS朝日）
- 常盤貴子 本と旅するスペイン〜伝説の詩人ロルカと歩くアンダルシア〜（2013年3月31日、BS朝日）
- 常盤貴子 本と旅するベルギー〜メーテルリンク 幸せの青い鳥の故郷へ〜（2014年3月30日、BS朝日）
- ザ・プレミアム 京都人の密かな愉しみ（2015年1月3日、NHK BSプレミアム） - 沢藤三八子 役
- 第29回民教協スペシャル 英雄の妻 敦子〜激動の日中関係を生きた女の人生〜（2015年2月、名古屋テレビ放送制作、民間放送教育協会各局） - ナレーション[67]
- 大林宣彦映画祭! 〜花筐花言葉　今伝え遺したいこと。　大林宣彦×岩井俊二×常盤貴子特別鼎談〜（2020年4月25日（24日深夜）、日本映画専門チャンネル）[68]
- 京都画報（[注 2]、KBS京都 / TOKYO MX / BS11） - ナビゲーター[70][71]
  - 「早春・旧家に伝わる名宝」2021年2月17日 ほか
  - 「初夏・京料理を支える匠の技」2021年5月14日 ほか
- 「善光寺さん」に憧れて 長野朝日放送開局30周年記念特別番組（ABN長野朝日放送）
  - 〜特別な春御開帳を前に〜 2022年1月2日
  - 第二章 〜春風まとい 御開帳へ〜 2022年5月22日
- テレメンタリー2024 「望郷と現実と－能登半島地震 集団避難の行方－」（2024年3月30日、ANN系列局） - ナレーション
- 時をかけるテレビ「波濤の太鼓〜奧能登・外浦〜」（2024年6月7日、NHK総合）- ゲスト[72]
- 音でおとぎ話〜世界を彩る魔法の効果音〜（2025年3月17日、NHK総合） - ラジオドラマ「桃太郎改め ユフォたろう」フォーリー

### 語学番組
- 旅するフランス語（2016年10月 - 2017年3月　再々放送2017年4月 - 2017年9月 、NHK Eテレ）※出演及びナレーションを担当
  - 旅するフランス語 2ndシーズン（2017年10月 - 2018年9月 、NHK Eテレ）※出演及びナレーションを担当

### 舞台
- KERA・MAP#003 砂の上の植物群（2005年5月1日 - 14日、新宿シアターアプル）
- TEPCO・1万人コンサート16th 真説・山椒太夫「世界劇・黄金の刻」〜愛と永遠の絆〜（2006年9月30日、九段日本武道館）
- タンゴ・冬の終わりに（2006年11月4日 - 11月29日、Bunkamuraシアターコクーン）
- 恐れを知らぬ川上音二郎一座 The Fearless Otojiro's Company（2007年11月7日 - 12月30日、日比谷シアタークリエオープニング記念公演、三谷幸喜：作・演出）
- レミング 〜世界の涯までつれてって〜（2013年4月21日 - 5月16日、渋谷パルコ劇場40周年記念公演、寺山修司：作 / 松本雄吉（維新派）：演出）
- 8月の家族たち August: Osage County（英語版）（2016年5月、シアターコクーン、トレイシー・レッツ：作 / ケラリーノ・サンドロヴィッチ：上演台本・演出） - アイビー 役[73]
- 王将－三部作－（2021年5月15日 - 6月6日、神奈川KAAT神奈川芸術劇場アトリウム特設劇場、大阪近鉄アート館、6月11日 - 13日　※緊急事態宣言延長に伴い大阪公演中止[74]、作：北條秀司、演出：長塚圭史） - 小春 役

### ラジオ
- 夏の夜の朗読音楽会 有島武郎「一房の葡萄」（2019年8月13日、NHKラジオ第1放送） - 朗読
- 朗読「川端康成作品集」（2019年4月1日 - 5月10日、NHKラジオ第2放送）
- FMシアター「ホットサンド」（2003年4月15日、NHK-FM放送） - 芦田あやみ 役 [75]
- 常盤貴子 ムーンライトパニック（ニッポン放送）

### CM
- 日清製粉（おしるこ&ぜんざい）
- 丸井（丸井フレッシャーズ）
- アサヒビール飲料（チャティー）
- アメリカ屋靴店（企業）
- マンダム（LUCIDO、LUCIDO-L）
- スリムビューティーハウス（企業）
- キヤノン（オートボーイルナ）
- 東京アカデミー
- キヤノン（メディオ1200シリーズ）
- キヤノン（ファクスホン）
- IDO - 現au by KDDI（携帯電話）
- 江崎グリコ（ポッキー）
- 江崎グリコ（ジャイアントコーン）
- 日産自動車（ブルーバード）蟹江敬三と共演
- 角川書店（東京ウォーカー）
- ロート製薬（新Vロートプラス）
- カルピス（ブレンディ カフェ・ラ・モード）
- 住友ゴム工業（ダンロップ・デジタイヤ）
- 明治乳業（現明治 (企業)明治）（高原育ち6Pチーズ）
- ファイザー・コンシューマー/アダムス（リカルデントガム）
- サントリー（熟茶）
- 日本コカ・コーラ（爽健美茶）
- カネボウ化粧品（フレッシェル・ホワイトC、フレッシェル・モイストリフト、コフレドール）
- ダイドードリンコ（デミタスコーヒー）
- ロトシックス
- エスエス製薬（イブクイック頭痛薬）
- 花王（アタックネオ 「はじめてますか?」篇）
- 興和（新キャベジンコーワS、液キャベ）
- ミツカン（金色昆布つゆ）
- 資生堂（PRIOR プリオール）
- 日本マクドナルド（サムライマック）[76]
- キリンビール（キリン一番搾り 糖質ゼロ）[77]

## 書籍

### 著書
- スニッキ 〜タイで日記を書きました〜 （2001年5月17日、角川書店）ISBN 978-4-04883-669-2
- No love, no life 愛がなければ、生きられない（2004年2月1日、講談社）ISBN 978-4-06352-709-4
- まばたきのおもひで（2019年9月28日 、講談社）ISBN 978-4-06516-431-0
- 小さな幸せで満たす日々（2025年5月16日、主婦と生活社）ISBN 978-4-39116-431-2

### 写真集
- 常盤貴子写真集 miss you-もう一度逢いたくて-（1999年5月1日、角川書店）ISBN 978-4-04853-075-0

## 音楽

### CD・アルバム
- なかにし礼と12人の女優たち（2015年1月21日発売、日本コロムビア：COCP-38957）※歌唱担当楽曲「恋のフーガ」
- なかにし礼と13人の女優たち（2016年9月28日発売、日本コロムビア：COCP-39687）※歌唱担当楽曲「天使の誘惑」